# マンガンアルミカーボン磁石
マンガンアルミカーボン磁石（マンガンアルミカーボンじしゃく）は、マンガンとアルミニウムを主原料に、炭素を少量添加した磁石。MA磁石とも。

## 特性
アルニコ系磁石に匹敵する磁気特性を有する。保磁力が希土類磁石よりも低いので市場占有率が低かったが、希土類磁石とは異なり資源の偏在する希土類を使用しないので資源的な制約がない。

## 組成
一般的なマンガンアルミカーボン磁石の構成は、マンガン29%、アルミニウム70%、炭素1%。マンガンとアルミニウムと炭素という非磁性元素で構成されるが時効処理と呼ばれる熱処理を施す事により、異なる金属相からなる規則格子が分離・生成され、準安定状態ながら交換相互作用と呼ばれる原子間の量子力学的な協力作用によって強磁性が発現する。

## 開発の経緯
1977年に松下電器産業によってマンガンアルミ合金に炭素を添加することによって強磁性相が安定化し、保磁力、機械的特性が向上することが明らかになり開発された。ニッケルやコバルトといった希少で高価な材料を使用しないため安価で大量に生産できる。機械的強度が非常に強く、切削加工が可能であるが、硬度が高いために加工が難しい。異方性磁石の性質を持つ。

## マンガンアルミ磁石
マンガンアルミ磁石は1955年日本物理学会で報告された。同時期、1960年代にオランダのフィリップスによっても開発が進められたが、磁気特性、機械的特性が不十分だったため、実用化には至らなかった。2016年に鹿児島大学と東北大学金属材料研究所の研究グループが磁石の性質のないMn-Al合金(ε型)を、350℃で地磁気の30万倍の磁場を印加することによって強磁性Mn-Al磁石(τ型)へ転換させることに成功した。